# أرنولد فريدمان
أرنولد فريدمان (بالإنجليزية: Arnold Friedman) هو رسام أمريكي، ولد في 1874 في نيويورك في الولايات المتحدة، وتوفي في 1 فبراير 1946.

## وصلات خارجية
- أرنولد فريدمان على موقع أوليمبيديا (الإنجليزية)